# Serīn Chāveh
Serīn Chāveh (persiska: سرین چاوه) är en ort i Iran.   Den ligger i provinsen Västazarbaijan, i den nordvästra delen av landet, 600 km väster om huvudstaden Teheran. Serīn Chāveh ligger 1 434 meter över havet och antalet invånare är 272.
Terrängen runt Serīn Chāveh är varierad.Runt Serīn Chāveh är det ganska glesbefolkat, med 48 invånare per kvadratkilometer. Närmaste större samhälle är Piranshahr, 15,9 km väster om Serīn Chāveh. Trakten runt Serīn Chāveh består till största delen av jordbruksmark.